# ناشفيل (جورجيا)
ناشفيل (بالإنجليزية: Nashville, Georgia)‏ هي مدينة تقع في مقاطعة بيرين، جورجيا بولاية جورجيا في الولايات المتحدة. تبلغ مساحة هذه المدينة 12.2 (كم²)، وترتفع عن سطح البحر 73 م، بلغ عدد سكانها 4939 نسمة في عام 2010 حسب إحصاء مكتب تعداد الولايات المتحدة.

## وصلات خارجية
- www.cityofnashvillega.net
- Cities & Counties - Georgia.gov